# Saison 2022-2023 de snooker
Navigation
2021-2022 2023-2024
La saison 2022-2023 de snooker commence le 13 juillet 2022 et se termine le 7 mai 2023. Le calendrier comporte 30 tournois dont 15 comptent pour le classement mondial des joueurs. 
Les trois principaux tournois (la triple couronne) ont été gagnés par ces trois joueurs :
- Championnat du Royaume-Uni : Mark Allen
- Masters : Judd Trump
- Championnat du monde : Luca Brecel

## Joueurs qualifiés
Les joueurs qualifiés pour cette saison sont les suivants :
- Les 64 premiers joueurs du classement mondial après le dernier championnat du monde
- Les 4 joueurs qui ont terminé en tête du classement annuel parmi les joueurs non-qualifiés à l'issue de la saison précédente
- Les vainqueurs des compétitions internationales affiliées à la fédération internationale de snooker (Open de la fédération, Open junior de la fédération, championnat d'Europe, championnat d'Europe des moins de 21 ans, championnat d'Asie pacifique, championnat d'Amérique et championnat d'Afrique)
- Deux joueurs qualifiés par le biais du circuit de qualification qui s'est déroulé tout au long de la saison précédente (le joueur qui a fini en tête du classement général de la saison régulière et le vainqueur de l'épreuve finale)
- Deux nominations du circuit chinois
- Les no 1 et 2 du circuit mondial féminin
- Deux joueurs bénéficiaires d'une invitation allouée par la fédération
- Les demi-finalistes des trois tournois de qualification disputés à la fin de la dernière saison, soit douze joueurs
- Les finalistes des deux épreuves qualificatives asiatiques et océaniennes, soit quatre joueurs

## Nouveautés
- En raison de la pandémie mondiale, les jeux mondiaux qui devaient avoir lieu en 2021 ont été reportés à 2022. Ils auront lieu au cours du mois de juillet dans la ville de Birmingham, aux États-Unis. Quatre épreuves de billard sont prévues au programme ; une épreuve individuelle de billard français ou carambole, deux épreuves individuelles de billard à neuf billes (une masculine et une féminine) et une épreuve individuelle de snooker.
- Retour au calendrier d'un championnat du monde de snooker à six billes rouges ; la dernière édition remonte à 2019, les deux suivantes ayant été annulées en raison de la pandémie. Le tournoi retrouve sa place habituelle dans le calendrier puisqu'il se déroulera au début du mois de septembre.
- La tenue du championnat du Royaume-Uni est quelque peu avancée en raison de l'adoption d'un nouveau format de jeu.
- La destination de plusieurs tournois a été modifiée ; ainsi, le Masters d'Europe aura lieu à Fürth, en Allemagne, alors qu'il avait pris place à la Marshall Arena de Milton Keynes lors de la saison 2021-2022, la ville de Milton Keynes accueillera d'ailleurs l'Open de Grande-Bretagne à la place de celle de Leicester et enfin, pour la première fois depuis sa création, l'Open d'Angleterre se déroulera à Brentwood. Par ailleurs, la tenue du Masters d'Europe est avancée au début de saison alors qu'il était organisé dans la deuxième partie de saison en 2021-2022, tandis que l'Open de Grande-Bretagne est reculé à la fin du mois de septembre. Il en est de même pour l'Open d'Angleterre qui est reculé à la fin d'année 2022.
- Le Masters de Turquie est annulé en raison de difficultés financières avec les sponsors. La gestion du calendrier est fortement décriée par les joueurs, certains ne pouvant plus participer à aucun tournoi entre la fin du mois de janvier et le Championnat du monde en avril. Le tournoi est remplacé par le Classique de snooker[2].
- L'Open de Haining n'est pas reconduit.

## Calendrier
| C = Tournoi classé (professionnel)              |
| NC = Tournoi non classé (professionnel)         |
| A = Tournoi alternatif (professionnel)          |
| TE = Tournoi par équipes (professionnel)        |
| P/A = Tournoi pro-am (professionnel et amateur) |
| QT = Circuit du Q Tour (amateur)                |
| TMS = Tournée mondiale seniors (professionnel)  |

| Dates (mois-jour) | Dates (mois-jour) | Tournoi                                  | Lieu          | Site                      | Cat. | Vainqueur                     | Finaliste                | Score | Réf.   |
| 07-13             | 07-17             | Jeux mondiaux                            | Birmingham    | BJCC - Sheraton Ballroom  | P/A  | Ka Wai Cheung                 | Abdelrahman Shahin       | 3-1   | [ 3 ]  |
| 06-28             | 07-29             | Championnat de la ligue                  | Leicester     | Morningside Arena         | C    | Luca Brecel                   | Lu Ning                  | 3-1   | [ 4 ]  |
| 08-16             | 08-21             | Masters d'Europe                         | Fürth         | Stadthalle                | C    | Kyren Wilson                  | Barry Hawkins            | 9-3   | [ 5 ]  |
| 09-02             | 09-04             | Q Tour n°1                               | North Shields | North East Snooker Centre | QT   | Ross Muir                     | George Pragnell          | 5-2   | [ 6 ]  |
| 09-16             | 09-18             | Q Tour n°2                               | Brighton      | Castle Snooker Club       | QT   | Martin O'Donnell              | George Pragnell          | 5-1   | [ 7 ]  |
| 09-24             | 09-25             | Championnat du monde par équipes mixtes  | Milton Keynes | Marshall Arena            | TE   | Neil Robertson Mink Nutcharut | Mark Selby Rebecca Kenna | 4-2   | [ 8 ]  |
| 09-26             | 10-02             | Open de Grande-Bretagne                  | Milton Keynes | Marshall Arena            | C    | Ryan Day                      | Mark Allen               | 10-7  | [ 9 ]  |
| 10-06             | 10-09             | Masters de Hong Kong                     | Hong Kong     | Hong Kong Coliseum        | NC   | Ronnie O'Sullivan             | Marco Fu                 | 6-4   | [ 10 ] |
| 10-14             | 10-16             | Q Tour n°3                               | Mons          | Delta Moon                | QT   | Farakh Ajaib                  | Harvey Chandler          | 5-3   | [ 11 ] |
| 10-16             | 10-23             | Open d'Irlande du Nord                   | Belfast       | Waterfront Hall           | C    | Mark Allen                    | Zhou Yuelong             | 9-4   | [ 12 ] |
| 10-31             | 11-06             | Champion des champions                   | Bolton        | Bolton Whites Hotel       | NC   | Ronnie O'Sullivan             | Judd Trump               | 10-6  | [ 13 ] |
| 11-12             | 11-20             | Championnat du Royaume-Uni               | York          | Barbican Center           | C    | Mark Allen                    | Ding Junhui              | 10-7  | [ 14 ] |
| 11-25             | 11-27             | Q Tour n°4                               | Stockholm     | Snookerhallen             | QT   | Billy Joe Castle              | Andrew Higginson         | 5-4   | [ 15 ] |
| 11-28             | 12-04             | Open d'Écosse                            | Edimbourg     | Meadowbank Sports Centre  | C    | Gary Wilson                   | Joe O'Connor             | 9-2   | [ 16 ] |
| 12-09             | 12-11             | Q Tour n°5                               | Walsall       | Landywood Snooker Club    | QT   | Daniel Wells                  | Sydney Wilson            | 5-2   | [ 17 ] |
| 12-12             | 12-18             | Open d'Angleterre                        | Brentwood     | Brentwood Centre          | C    | Mark Selby                    | Luca Brecel              | 9-6   | [ 18 ] |
| 01-05             | 01-07             | Open des trois rois                      | Rankweil      | Patricks Candian Taverne  | P/A  | Tom Zimmermann                | Patrick Rohner           | 3-1   | [ 19 ] |
| 01-06             | 01-08             | Q Tour n°6                               | Leeds         | Northern Snooker Centre   | QT   | Martin O'Donnell              | Ross Muir                | 5-1   | [ 20 ] |
| 01-08             | 01-15             | Masters                                  | Londres       | Alexandra Palace          | NC   | Judd Trump                    | Mark Williams            | 10-8  | [ 21 ] |
| 01-16             | 01-22             | Grand Prix mondial                       | Cheltenham    | The Centaur               | C    | Mark Allen                    | Judd Trump               | 10-9  | [ 22 ] |
| 01-25             | 01-28             | Snooker Shoot-Out                        | Leicester     | Morningside Arena         | C    | Chris Wakelin                 | Julien Leclercq          | 1-0   | [ 23 ] |
| 01-27             | 01-29             | Open d'Italie                            | Bolzano       | Sala Torre                | P/A  | Luis Vetter                   | Muhammad-Usama Zafar     | 3-0   | [ 24 ] |
| 02-01             | 02-05             | Masters d'Allemagne                      | Berlin        | Tempodrom                 | C    | Ali Carter                    | Tom Ford                 | 10-3  | [ 25 ] |
| 02-13             | 02-19             | Open du pays de Galles                   | Llandudno     | Venue Cymru               | C    | Robert Milkins                | Shaun Murphy             | 9-7   | [ 26 ] |
| 02-20             | 02-26             | Championnat des joueurs                  | Wolverhampton | Aldersley Village         | C    | Shaun Murphy                  | Ali Carter               | 10-4  | [ 27 ] |
| 12-19             | 03-02             | Championnat de la ligue                  | Leicester     | Morningside Arena         | NC   | John Higgins                  | Judd Trump               | 3-1   | [ 28 ] |
| 03-04             | 03-05             | Q Tour Play-offs                         | Darlington    | Q House Snooker Academy   | QT   | Ashley Carty                  | Florian Nüßle            | 5-2   | [ 29 ] |
| 03-06             | 03-11             | Championnat du monde à six billes rouges | Bangkok       | Bangkok Convention Center | C    | Ding Junhui                   | Thepchaiya Un-Nooh       | 8-6   | [ 30 ] |
| 03-16             | 03-22             | Classique de snooker                     | Leicester     | Morningside Arena         | C    | Mark Selby                    | Pang Junxu               | 6-2   | [ 31 ] |
| 03-27             | 04-02             | Championnat du circuit                   | Hull          | Bonus Arena               | C    | Shaun Murphy                  | Kyren Wilson             | 10-7  | [ 32 ] |
| 04-15             | 05-01             | Championnat du monde                     | Sheffield     | Crucible Theatre          | C    | Luca Brecel                   | Mark Selby               | 18-15 | [ 33 ] |
| 05-03             | 05-07             | Championnat du monde seniors             | Sheffield     | Crucible Theatre          | TMS  | Jimmy White                   | Alfie Burden             | 5-3   | [ 34 ] |

## Classement mondial en début et fin de saison

### Après lechampionnat du monde 2022
| Rang | Évol.         | Joueur            | Points    |
| 1    | 2             | Ronnie O'Sullivan | 1 036 000 |
| 2    | 1             | Judd Trump        | 1 009 500 |
| 3    | 1             | Mark Selby        | 914 500   |
| 4    | en stagnation | Neil Robertson    | 902 000   |
| 5    | 2             | John Higgins      | 537 000   |
| 6    | 20            | Zhao Xintong      | 434 500   |
| 7    | 4             | Mark Williams     | 423 500   |
| 8    | 2             | Kyren Wilson      | 419 000   |
| 9    | 4             | Shaun Murphy      | 316 000   |
| 10   | 4             | Jack Lisowski     | 315 500   |
| 11   | 2             | Barry Hawkins     | 309 000   |
| 12   | 27            | Luca Brecel       | 297 000   |
| 13   | 2             | Stuart Bingham    | 296 000   |
| 14   | 2             | Mark Allen        | 286 500   |
| 15   | 5             | Yan Bingtao       | 253 000   |
| 16   | en stagnation | Anthony McGill    | 202 500   |

### Après lechampionnat du monde 2023
| Rang | Évol.         | Joueur            | Points  |
| 1    | en stagnation | Ronnie O'Sullivan | 887 000 |
| 2    | 10            | Luca Brecel       | 876 500 |
| 3    | 11            | Mark Allen        | 860 500 |
| 4    | 2             | Judd Trump        | 556 000 |
| 5    | 2             | Mark Selby        | 549 500 |
| 6    | 2             | Neil Robertson    | 542 000 |
| 7    | 2             | Shaun Murphy      | 445 500 |
| 8    | en stagnation | Kyren Wilson      | 427 000 |
| 9    | 4             | John Higgins      | 398 500 |
| 10   | 3             | Mark Williams     | 391 000 |
| 11   | 5             | Zhao Xintong      | 387 500 |
| 12   | 8             | Ali Carter        | 310 000 |
| 13   | 14            | Robert Milkins    | 285 500 |
| 14   | 4             | Jack Lisowski     | 279 000 |
| 15   | 18            | Gary Wilson       | 260 000 |
| 16   | 12            | Ryan Day          | 245 500 |